# Rocky III
Rocky III er den tredje film i rækken af Rocky-film, og den blev udgivet i 1982. Filmen er skrevet og instrueret af Sylvester Stallone, der også spiller filmens hovedrolle Rocky Balboa. Derudover spiller Carl Weathers Rockys tidligere rival Apollo Creed, og Talia Shire spiller Rockys kone Adrian.
Rockys modstander er James "Clubber" Lang, der bliver spillet af Mr. T. Lang er en yngre og mere aggressiv bokser end Rocky. Han er højrøstet, arrogant, dristig og uhyrlig stærk. Rollen gjorde Mr. T til et ikon og gav ham rollen i tv-serien The A-Team. I filmen medvirker også wrestleren Terry Bollea (Hulk Hogan), der spiller "Thunderlips". Rollen gav også Hogan succes foran et bredt publikum.
Filmens temasang "Eye of the Tiger" blev skrevet af Survivor efter anmodning fra Sylvester Stallone og blev et kæmpe hit. Sangen fik en oscarnominering for "Bedste originale sang".